# The New School
 (novembre 2021).
The New School (« La Nouvelle École ») — abréviation du nom de sa division originelle : The New School for Social Research — est une université privée de la ville de New York, située au cœur de l'arrondissement de Manhattan, dans le quartier de Greenwich Village.
Elle est considérée comme l'une des meilleures universités au monde dans le domaine des sciences humaines et sociales, particulièrement en anthropologie, ethnologie, sociologie, géographie, aménagement et études urbaines (classée 14e par le U.S. News & World Report), mais également études photographiques, musicologiques, cinématographiques et en beaux-arts (classée 27e).
Située sur la côte est américaine, elle se distingue des universités de l'Ivy League qui forment davantage au droit, à la finance et à la science politique.
École urbaine au fonctionnement comparable à celui de l'École des hautes études en sciences sociales de Paris, à la fondation de laquelle elle a d'ailleurs participé, et avec laquelle elle maintient des liens académiques durables, elle propose ainsi une formation unique en sciences humaines et sociales aux États-Unis. Elle a notamment joué un rôle central dans la sauvegarde de l'héritage intellectuel des élites européennes, notamment juives, pendant la Seconde Guerre mondiale.
La New School propose également des cours du soir suivis par des adultes déjà insérés dans le monde professionnel et des étudiants des autres universités new-yorkaises, telles Columbia ou la NYU.

## Historique
L'établissement fut fondé en 1919 à l'issue d'une réaction politique initiée par l'historien Charles Austin Beard, les économistes Thorstein Veblen, Alvin Johnson et James Harvey Robinson ainsi que les philosophes Horace Kallen et John Dewey. En 1917, à la demande de l'État de New York, l'Université Columbia avait imposé à l'ensemble de son corps étudiant et enseignant un serment de loyauté ("federal loyalty oath") leur interdisant toute forme de protestation à l'encontre des institutions fédérales. En signe de protestation contre cette mesure jugée autoritaire et anti-intellectuelle, plusieurs des enseignants-chercheurs précédemment cités démissionnèrent publiquement de leur poste à l'université Columbia et décidèrent de fonder une école urbaine libre ayant pour objet un enseignement libéral des sciences humaines et sociales sur le modèle des écoles urbaines européennes, notamment l'École libre des sciences politiques parisienne et de la London School of Economics londonienne.
L'établissement est d'abord connu sous le nom de School for Social Research, puis, en 1922, prend l'intitulé de New School for Social Research, actuellement une division de la Graduate Faculty de l'école. L'école a fusionné avec d'autres institutions académiques et artistiques réputées de Manhattan, notamment la Parsons School of Design ou le Mannes College of Music. En 2005, elle adopte son nom actuel de The New School.
L'université acquiert sa renommée avec l'ouverture de sa division University in Exile, en 1933, originellement pensée comme un refuge académique pour les enseignants et les chercheurs fuyant les régimes totalitaires européens, ainsi que les ravages économiques et politiques de la guerre en Europe. Plusieurs centaines d'enseignants et chercheurs réfugiés européens, sont ainsi accueillis de 1933 à la fin des années 1950, lorsque les relations intellectuelles internationales sont interrompues par le maccarthysme. Le statut officiel d'université est accordé à l'University in Exile par décret de l'État de New York dès 1934. Cependant, elle resta une division de la New School for Social Research. Plusieurs fondateurs de la New School for Social Research, tels Alvin Johnson, s'engagèrent publiquement dans le sauvetage des intellectuels et académiciens européens juifs. Ce dernier obtint notamment le soutien politique, médiatique et financier d'Hiram Hiller et de la Fondation Rockefeller. L'University in Exile a ainsi constitué pendant deux décennies le cœur intellectuel de la New School School for Social Research. Parmi ses enseignants à plein temps les plus notables, on compte de nombreux universitaires originaires d'Allemagne (Erich Fromm, Max Wertheimer, Aron Gurwitsch, Hannah Arendt, Leo Strauss et Hans Jonas), mais aussi de France (Claude Lévi-Strauss, Alexandre Koyré), de Suisse (Denis de Rougemont) et du Royaume-Uni (John Maynard Keynes, qui quitta temporairement l'université de Cambridge pour New York entre 1942 et 1944). L'entreprise politique de l'University in Exile fut soutenue par le président américain Franklin D. Roosevelt qui déclara le sauvetage des élites intellectuelles européennes intérêt national entre 1943 et 1945.
L'University in Exile imposa à la New School for Social Research une tradition intellectuelle et philosophique unique aux États-Unis, centrée sur l'étude de la philosophie dite continentale plutôt qu'anglo-saxonne. Ainsi, les principaux philosophes y sont enseignés Parménide, Aristote, Platon, Leibniz, Spinoza, Hume, Kant, Hegel, Kierkegaard, Marx, Nietzsche, Husserl, Heidegger, Arendt, Freud, Benjamin, Foucault, Wittgenstein, Derrida et Deleuze.
À la demande de Franklin D. Roosevelt, la New School for Social Research participa à la création en 1942 à New York de l'École libre des hautes études, fondée par les universitaires français en exil issus en particulier de l'École pratique des hautes études, comme instrument de résistance intellectuelle, en vue d'accueillir les intellectuels francophones fuyant l'Europe. Financée par la Fondation Rockefeller, située 24 West 12th Street à Manhattan, l'École libre des hautes études abritait notamment la Société de l'histoire de la Révolution française dirigée par Boris Mirkine-Guetzévitch. Dans les mois suivant la Libération, elle participa au rapatriement en France de nombreux intellectuels francophones, tels Claude Lévi-Strauss, Jacques Maritain et Roman Jakobson. Ce mouvement déboucha sur la création de la VIe section de l'École pratique des hautes études qui devient l'École des hautes études en sciences sociales à Paris en 1947.
Après-guerre, les chercheurs qui avaient fréquenté l'École libre des hautes études ont contribué à maintenir des liens académiques étroits entre l'École des hautes études en sciences sociales et la New School for Social Research.
Environ 9 000 étudiants sont engagés dans les cursus undergraduate et graduate de la New School, dans un ensemble très vaste de disciplines parmi lesquelles les sciences sociales, les arts libéraux, les lettres, l'architecture, la photographie, la comédie, la musique, la psychologie ou encore la finance. L'établissement abrite également plusieurs think tanks parmi lesquels le plus célèbre est le World Policy Institute. Le Vera List Center for Art and Politics, le China India Institute, l'Observatory on Latin America et le Center for New York City Affair ont aussi été fondés en ses murs. La renommée internationale de l'institution académique s'est construite au cours du XXe siècle, notamment grâce à l'enseignement de nombreux professeurs de renom parmi lesquels Hannah Arendt, Claude Lévi-Strauss, Alexandre Koyré, John Maynard Keynes, Frank Lloyd Wright, Richard Avedon, Lisette Model ou encore Jurgen Habermas.
Arnold Schönberg y a donné des conférences. John Cage y a également mené un cours de composition de musique expérimentale. Ses cours du soir ont été fréquentés par des musiciens, des poètes, des cinéastes, dont quelques-uns sont devenus des figures du monde artistique du second XXe siècle (Jackson Pollock). Ils y discutaient des notions de hasard ou d'actions non intentionnelles dans l'art, à la suite des dadaïstes, et de l'expérience de l'événement sans titre que John Cage avait mené quelques années auparavant au Black Mountain College. Ce cours eut des répercussions considérables sur le développement de l'art de la performance artistique aux États-Unis.
Le géographe belge Aristide Zolberg, par ailleurs enseignant à l'École des hautes études en sciences sociales et à l'Institut d'études politiques de Paris, y fonde le Zolberg Institute on Migrations and Mobility, le principal centre mondial de recherche académique consacré à l'étude des migrations et de la mobilité internationale.
À propos de la New School for Social Research, Marlon Brando déclare : « J'ai suivi les cours de l'établissement pendant une année, et quelle année cela fut pour moi. L’école et New York étaient devenues un sanctuaire intellectuel pour des centaines de juifs européens d'exception qui avaient dû fuir l'Allemagne nazie et de nombreux pays européens au cours de la Seconde Guerre Mondiale. Ils enrichirent la vie intellectuelle new-yorkaise avec une intensité qui n'eut sans doute pas d'équivalent dans l'histoire moderne sur une si courte période ».
Depuis les années 2000, la Parsons School for Design constitue une division académique majeure de la New School. Elle a formé des photographes, architectes, stylistes et designers de renom tels Donna Karan, Paul Rand, Tom Ford, Marc Jacobs ou Alexander Wang.

## Divisions et formations
- Parsons The New School for Design, nommée en l'honneur de Talcott Parsons.
- The New School for Social Research
- Eugene Lang College The New School for Liberal Arts
- The New School for Public Engagement
- Mannes College The New School for Music
- The New School for Drama
- The New School for Jazz and Contemporary Music

## Anciens professeurs et étudiants

### Personnalités politiques
- Shimon Peres, successivement premier ministre d'Israël et président d'Israël, Prix Nobel de la paix
- Claude Joseph, ministre des Affaires étrangères d'Haïti (2020-2021) et Premier ministre par intérim (2021).
- Hage Geingob, successivement premier ministre de Namibie et président de Namibie
- Eleanor Roosevelt, première dame des États-Unis, rédactrice de la Charte des Nations unies, prix des droits de l'homme des Nations unies
- Berhanu Nega, homme politique éthiopien, maire d'Addis-Abeba
- Ernest Mandel, homme politique français, membre du PCF, secrétaire de la Quatrième Internationale communiste
- Ellen Johnson Sirleaf, présidente du Libéria, première femme noire présidente de l'histoire de l'humanité, prix Nobel de la paix

### Écrivains
- Jonathan Ames, écrivain, journaliste et scénariste américain
- W. H. Auden, poète et critique
- James Baldwin, auteur de Go Tell it on the Mountain
- Amiri Baraka, intellectuel afro-américain
- Bill Berkson, poète, critique littéraire, essayiste, éditeur et professeur d'université
- André Breton, poète et auteur majeur du mouvement dadaïste et du surréalisme
- Deborah Eisenberg, femme de lettres américaine
- Lorraine Hansberry, écrivaine engagée dans la lutte pour les droits civiques, amie intime de Nina Simone
- Jack Kerouac, poète et auteur majeur de la Beat Generation
- Frank O'Hara, poète
- Tennessee Williams, écrivain et réalisateur américain
- Rachel Zolf

### Personnalités des arts appliqués
- Edward Hopper, peintre américain
- Marcel Duchamp, peintre et plasticien français du courant néodadaïste, inventeur des Ready-Made
- Piet Mondrian, peintre néerlandais
- Adolph Gottlieb, peintre expressionniste, sculpteur américain
- Jasper Johns, peintre américain néo-dadaïste
- Ruth Kligman, artiste et muse américaine
- John Cage, compositeur et plasticien américain
- George Maciunas, artiste, galeriste et éditeur lituanien
- Aline Motta, artiste visuelle brésilienne
- Shigeko Kubota, architecte japonais, nommé au prix Pritzker d'architecture
- Norman Rockwell, peintre, publicitaire

### Design, mode et publicité
- Gigi Hadid
- Marvin Israel
- Donna Karan
- Frank Lloyd Wright, architecte, inventeur du style contemporain Prairie
- Ai Weiwei
- Isaac Mizrahi, styliste américain
- Prabal Gurung, styliste népalo-singapourien
- Paul Rand
- Tom Ford
- Claire McCardell, styliste américaine
- Lazaro Hernandez, cofondateur de Proenza & Schouler
- Anna Sui, styliste américaine
- Behnaz Sarafpour, styliste irano-américaine, créatrice pour Barney's New York
- Marc Jacobs
- Brian Wood, illustrateur américain
- Zang Toi, styliste malaisien
- Peter de Séve, illustrateur américain
- Alexander Wang, styliste américain, collaborateur pour A.P.C. Paris, créateur pour Michelle Obama et Ivana Drumpf
- Jason Wu, styliste américain

### Musiciens
- Ani DiFranco, chanteuse et guitariste italo-américaine[réf. nécessaire]
- Roman Turovsky-Savchuk, compositeur, luthier et pianiste américano-ukrainien
- José James, compositeur américain de jazz postmoderne
- Aaron Copland, compositeur américain
- Gilad Hekselman, guitariste israélien
- Brad Mehldau, pianiste, compositeur de jazz américain
- Robert Glasper, compositeur de jazz américain
- Avishai Cohen, compositeur israélien
- Jake Shears, leader du groupe Scissor Sisters
- Matisyahu, compositeur de rock et de reggae israélien
- Larry Harlow, compositeur de salsa américain
- Jimmy Urine, chanteur américain
- Danielle de Niese, soprano australo-américaine
- Alex Skolnick, guitariste américain
- Daniel Zamir, saxophoniste, compositeur de musique religieuse israélien
- Sufjan Stevens, chanteur américain
- Sean Yseult, compositrice de rock américaine
- Vivian Chen, chanteuse et actrice hongkongaise
- Marcus Strickland, compositeur de jazz américain
- Tigran Hamasyan, compositeur et pianiste de jazz arménien

### Danseurs
- Martha Graham, danseuse moderne

### Photographes
- Berenice Abbott,
- Diane Arbus, photographe documentaire
- Lisette Model
- Richard Avedon, photographe de mode et photographe documentaire
- Steven Meisel
- Ed Feingersh, photographe américano-moldave
- Ryan McGinley
- Marion Post-Wolcott
- Eve Arnold

### Acteurs, réalisateurs et producteurs
- Woody Allen, réalisateur
- Beatrice Arthur
- Harry Belafonte, acteur américain
- Marlon Brando
- Bradley Cooper, acteur multi-nommé aux Actor Academy
- Tony Curtis[réf. nécessaire]
- Paul Dano, acteur interprétant le rôle du grand frère dans Little Miss Sunshine[réf. nécessaire]
- Jesse Eisenberg, acteur interprétant Mark Zuckerberg dans le film The Social Network[réf. nécessaire]
- Stacy Farber, actrice canadienne
- Jonah Hill, acteur américain
- Chella Man, vidéaste Web et acteur américain
- Charis Michelsen (en), actrice américaine.
- Kagendo Murungi, réalisatrice et féministe kényane.
- Onyeka Onwenu, actrice, chanteuse et femme politique nigérianne.
- Laura Poitras, journaliste, photographe, réalisatrice du film Citizenfour, Oscar du meilleur documentaire 2015?
- Joel Schumacher, acteur, producteur et réalisateur de la série House of Cards.

### Académiciens
- Franklin Delano Roosevelt III, petit-fils de Franklin Delano Roosevelt, économiste
- John Maynard Keynes, économiste
- Bertrand Russell, mathématicien, logicien, philosophe, épistémologue, homme politique et moraliste, prix Nobel de littérature
- Hannah Arendt, politologue, journaliste, auteure
- Alexandre Koyré, philosophe et historien
- Charles Tilly, historien, spécialiste de l'histoire de la Révolution française
- Aristide R. Zolberg, géographe belge, enseignant-chercheur à Sciences Po et à l'EHESS
- James Harvey Robinson, historien, fondateur de l'école historiographique américaine de la New history
- Leo Strauss, philosophe
- Horace Kallen, philosophe
- Alvin Johson, économiste
- Denis de Rougemont, écrivain, philosophe et professeur universitaire suisse
- Leon Festinger, psychosociologue américain
- Jürgen Habermas, philosophe, épistémologue et sociologue, prix de Kyoto 2004
- Ágnes Heller, philosophe et universitaire hongroise
- Margaret Mead, sociologue et anthropologue
- John Dewey, philosophe politique
- Thorstein Veblen, économiste, Prix Nobel d'économie, auteur du concept de consommation ostentatoire
- W. E. B. Du Bois, historien, fondateur de la African-American history
- Claude Lévi-Strauss, anthropologue français
- Harold Laski, théoricien politique anglais, enseignant-chercheur à la London School of Economics
- Slavoj Žižek, philosophe et psychanalyste slovène
- Karen Horney, psychiatre et psychanalyste germano-américaine
- Eugene Goossen, critique d'art et historien
- Stanley Aronowitz, B.A., sociologue
- Ernesto Laclau, politicien argentin, philosophe post-marxiste, conjoint de Chantal Mouffe
- Franz Boas, anthropologue germano-américain
- Ruth Benedict, anthropologue et psychologue
- Judith Butler, philosophe
- Edmund Snow Carpenter, anthropologue et spécialiste d'art tribal, consultant pour Christie's
- Erich Fromm, psychanalyste allemand
- Jacques Derrida, philosophe français
- Eric Hobsbawm, historien britannico-français, spécialiste de l'histoire de l'Occident moderne
- Sandor Ferenczi, psychologue hongrois
- Max Wertheimer, psychologue allemand, auteur du concept de psychologie de la forme
- Janet Abu-Lughod, sociologue de la ville
- George E. McCarthy M.A., Ph.D., sociologue
- Franco Modigliani, économiste italo-américain, prix Nobel d'économie
- Richard Noll, psychologue, clinicien et écrivain, spécialiste du principe de poltergeist, critique de l'œuvre de Carl Gustav Jung
- Peter L. Berger, sociologue, coauteur de The Social Construction of Reality
- Stephen Kinsella, Ph.D., économiste
- Aizpea Goenaga, écrivaine espagnole de langue basque

### Personnalité des affaires
- Douglas Cliggott, CEO de la banque d'affaires américaine JP Morgan Chase
- Dolly Lenz, agent immobilier, amie de Barbra Streisand

### Anthropologue
- Suzanne Comhaire-Sylvain, première femme anthropologue en Haïti